# Сборная Европы по хоккею с шайбой на Кубке мира 2016
Сборная Европы по хоккею с шайбой — команда, составленная из хоккеистов европейских стран, за исключением игроков из России, Финляндии, Швеции и Чехии, для участия в Кубке мира.
Первым турниром для команды стал Кубок мира 2016, на котором сборная была представлена 23 хоккеистами из 8 стран (Австрия, Дания, Германия, Норвегия, Словакия, Словения, Франция, Швейцария).

## История
Свой первый матч на Кубке мира сборная Европы провела 17 сентября 2016 года против одного из фаворитов турнира, команды США, и победила со счётом 3:0. В следующем матче в овертайме была обыграна сборная Чехии со счётом 3:2, и, за счёт победы канадцев над американцами, сборная Европы обеспечила себе выход в полуфинал Кубка мира. В полуфинале Европа обыграла ещё одного из фаворитов турнира, сборную Швеции и вышла в финал где её соперником стала Канада. В финальной серии, которая игралась в формате до двух побед, сборная Европы уступила со счётом 2-0, проиграв сборной Канады в первом матче 1:3, а во втором 1:2.

## Состав
Состав команды для участия на Кубке мира 2016.
| Номер | Имя                  | Позиция                | Хват   | Рост, см | Вес, кг | Дата рождения | Клуб                |
| ----- | -------------------- | ---------------------- | ------ | -------- | ------- | ------------- | ------------------- |
| 1     | Томас Грайсс         | Вратарь                | Левый  | 185      | 103     | 29.01.1986    | Нью-Йорк Айлендерс  |
| 2     | Андрей Секера        | Защитник               | Левый  | 183      | 91      | 08.06.1986    | Эдмонтон Ойлерз     |
| 5     | Лука Сбиса           | Защитник               | Левый  | 188      | 90      | 30.01.1990    | Ванкувер Кэнакс     |
| 7     | Марк Штрайт —        | Защитник               | Левый  | 181      | 87      | 11.12.1977    | Филадельфия Флайерз |
| 8     | Тобиас Ридер         | Крайний нападающий     | Левый  | 180      | 84      | 10.01.1993    | Аризона Койотис     |
| 10    | Кристиан Эрхофф      | Защитник               | Левый  | 188      | 91      | 06.07.1982    | свободный агент     |
| 11    | Анже Копитар —       | Центральный нападающий | Левый  | 191      | 102     | 24.08.1987    | Лос-Анджелес Кингз  |
| 12    | Мариан Габорик       | Крайний нападающий     | Левый  | 185      | 93      | 14.02.1982    | Лос-Анджелес Кингз  |
| 21    | Томаш Татар          | Крайний нападающий     | Левый  | 179      | 84      | 01.12.1990    | Детройт Ред Уингз   |
| 22    | Нино Нидеррайтер     | Крайний нападающий     | Левый  | 188      | 95      | 08.09.1992    | Миннесота Уайлд     |
| 26    | Томас Ванек          | Крайний нападающий     | Правый | 188      | 99      | 19.01.1984    | Детройт Ред Уингз   |
| 29    | Леон Драйзайтль      | Центральный нападающий | Левый  | 186      | 97      | 27.10.1995    | Эдмонтон Ойлерз     |
| 31    | Филипп Грубауэр      | Вратарь                | Левый  | 185      | 83      | 25.11.1991    | Вашингтон Кэпиталз  |
| 33    | Здено Хара —         | Защитник               | Левый  | 205      | 113     | 18.03.1977    | Бостон Брюинз       |
| 36    | Янник Хансен         | Крайний нападающий     | Правый | 186      | 88      | 15.03.1986    | Ванкувер Кэнакс     |
| 41    | Ярослав Галак        | Вратарь                | Левый  | 180      | 82      | 13.05.1985    | Нью-Йорк Айлендерс  |
| 44    | Деннис Зайденберг    | Защитник               | Левый  | 183      | 90      | 18.07.1981    | свободный агент     |
| 51    | Франс Нильсен        | Центральный нападающий | Левый  | 184      | 86      | 24.04.1984    | Детройт Ред Уингз   |
| 59    | Роман Йоси           | Защитник               | Левый  | 187      | 91      | 01.06.1990    | Нэшвилл Предаторз   |
| 63    | Матс Цуккарелло      | Крайний нападающий     | Левый  | 171      | 81      | 01.09.1987    | Нью-Йорк Рейнджерс  |
| 78    | Пьер-Эдуард Белльмар | Крайний нападающий     | Левый  | 182      | 90      | 06.03.1985    | Филадельфия Флайерз |
| 81    | Мариан Госса         | Крайний нападающий     | Левый  | 185      | 94      | 12.01.1979    | Чикаго Блэкхокс     |
| 89    | Миккель Бёдкер       | Крайний нападающий     | Левый  | 183      | 96      | 16.12.1989    | Сан-Хосе Шаркс      |

| Должность            | Имя            | Гражданство | Дата рождения |
| -------------------- | -------------- | ----------- | ------------- |
| Главный тренер       | Ральф Крюгер   | Германия    | 31.08.1959    |
| Ассистент тренера    | Пол Морис      | Канада      | 30.01.1967    |
| Ассистент тренера    | Брэд Шоу       | Канада      | 28.04.1964    |
| Генеральный менеджер | Мирослав Шатан | Словакия    | 22.10.1974    |